# Pico de Galazón
El pico de Galazón (en catalán puig de Galatzó) es una cumbre de 1027 metros de altura que se encuentra situada en la Sierra de Tramontana (Mallorca, Islas Baleares, España). El pico está considerado como uno de los mejores miradores de la isla, ya que desde la cima se pueden contemplar pueblos como Estellenchs, Galilea, Puigpuñent, Capdellá, Calviá y también la ciudad de Palma. Asimismo, desde su cima también son visibles otras montañas: la mola del Ram, la mola de Planícia, la moleta Rassa, la mola del Puerto de Andrach, la mola del Esclop y la sierra de los Pinotells. En su ladera se encuentra las casas de Galazón, una posesión mallorquina.
Sirve como elemento delimitador para tres términos municipales: Puigpuñent, Estellenchs y Calviá.